# Лицемірство

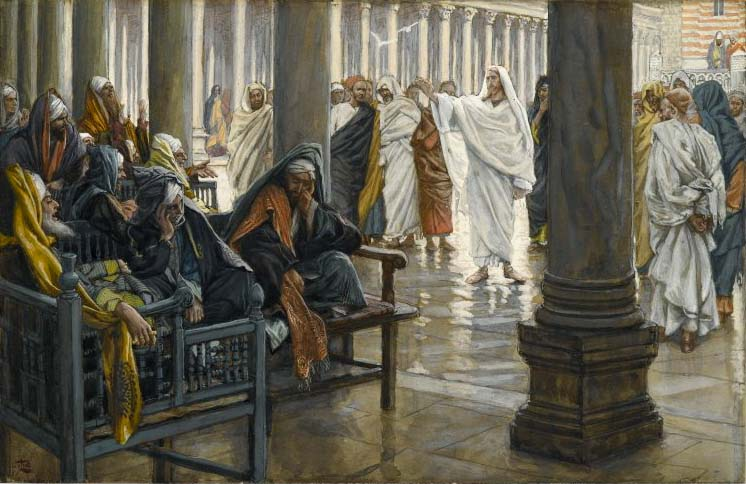
Джеймс Тіссо, «Горе вам, книжники, фарисеї і лицеміри!», 1886—1894 рр.

Лицемі́рство — невідповідність слів справжнім переконанням, почуттям чи діям певної особи. Приклад, звинувачення когось у скоєних провинах або діях особою, що сама так вчиняє. Така поведінка може прикриватися нещирістю, удаваним щиросердям, чесністю.

## Трактування
Негативна моральна якість, яка полягає в тому, що завідомо аморальним вчинкам (які здійснюються заради егоїстичних інтересів, за низькими мотивами і заради антигуманних цілей) приписують псевдоморальне значення, піднесені мотиви і людинолюбні цілі.
Лицемірство протилежне чесності, прямоті, щирості — якостям, в яких виявляється усвідомлення і відкрите репрезентування людиною правдивої суті її дій.